# Astrid a Suediei
Astrid a Suediei (n. 17 noiembrie 1905, Stockholms kommun, Comitatul Stockholm, Suedia – d. 29 august 1935, Küssnacht am Rigi, cantonul Schwyz, Elveția) a fost soția regelui Leopold al III-lea al Belgiei.

## Familie
Prințesa Astrid a Suediei s-a născut la Stockholm la 17 noiembrie 1905. A fost nepoata de frate a regelui Gustav al V-lea al Suediei și fiica cea mică a fratelui regelui, Prințul Carl, Duce de Västergötland și a soției lui, Prințesa Ingeborg a Danemarcei. Bunicul patern a fost regele Oscar al II-lea al Suediei iar cel matern regele Frederick al VIII-lea al Danemarcei. Sora lui Astrid, Prințesa Märtha, s-a căsătorit cu viitorul rege Olav al V-lea al Norvegiei. Sora mai mare Prințesa Margareta a Suediei s-a căsătorit cu Prințul Axel al Danemarcei în timp ce unicul ei frate, Prințul Carl, Duce de Östergötland a făcut o căsătorie morganatică.

## Căsătorie

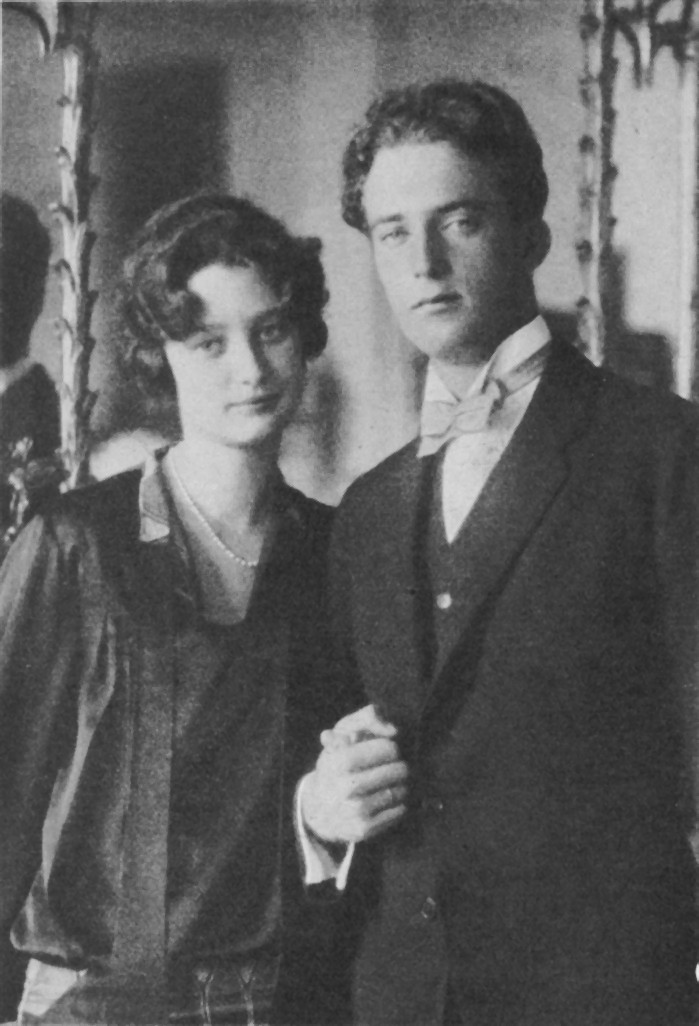
Logodna Prințesei Astrid și a Prințului Leopold la 21 septembrie 1926.

Prințesa Astrid s-a căsătorit civil la Stockholm la 4 noiembrie 1926 și religioasă la Bruxelles la 10 noiembrie cu prințul moștenitor al Belgiei, fiul regelui Albert I al Belgiei, Leopold. Astrid a fost iubită de belgieni pentru frumusețea, simplitatea și farmecul său. În 1927, Leoplod și Astrid au avut o fiică, Prințesa Josephine-Charlotte iar în 1930 s-a născut primul lor fiu, Prințul Baudouin (care i-a succedat tatălui său sub numele de Baudouin I al Belgiei).
Crescută în religia luterană, Astrid s-a convertit la catolicism după căsătoria cu Leopold. Inițial, ea a dorit convertirea la catolicism deoarece aceasta era religia în Belgia însă preotul pe care l-a consultat i-a spus  să nu facă asta până nu crede cu adevărat că aceasta este adevărata ei religie. Astrid a învățat mai multe despre catolicism și câțiva ani mai târziu, în 1930 s-a convertit. Decizia a făcut-o fericită, ea a mărturisit unei prietene apropiate: "Sufletul meu și-a găsit liniștea"

## Regină
La 17 februarie 1934, regele Albert a murit într-un accident de alpinism la Marche-les-Dames, Belgia. Leopold și Astrid au devenit regele și regina Belgiei. Un an mai târziu s-a născut al treilea copil al cuplului regal. A fost numit Albert după bunicul său, și în cele din urmă i-a succedat la tron fratelui său Baudouin ca rege al Belgiei.
Ca regină, Astrid și-a dedicat timpul pentru creșterea copiilor și pentru cauze sociale. Era foarte preocupată de situația femeilor, a copiilor și a celor dezavantajați. În timpul crizei economice din Belgia din anul 1935, a organizat o colectare de haine și hrană pentru cei săraci. A făcut acest lucru trimițând o scrisoare deschisă pe care presa a publicat-o drept "Apelul reginei".

## Decesul
La vârsta de 29 de ani, în mod tragic, regina Astrid a murit într-un accident de mașină în munți la Küssnacht am Rigi în apropiere de Lacul Lucerna, Elveția, la 29 august 1935. A fost plânsă atât de soțul ei regele Leopold cât și de belgieni și suedezi. În Elveția a fost construită o capelă comemorativă la locul accidentului.
Regina Astrid este înmormântată în cripta regală de la Biserica Fecioara nostră din Laeken, Belgia, lângă soțul ei și cea de-a doua soție a acestuia, Prințesa Lilian a Belgiei.